# Jonathan Safran Foer
Jonathan Safran Foer (sinh ngày 21 tháng 2 năm 1977) là một nhà văn Mỹ. Các tiểu thuyết nổi tiếng của ông gồm Everything Is Illuminated (2002), Extremely Loud and Incredibly Close (2005) và Eating Animals (2009). Ông giảng dạy sáng tác sáng tạo tại Đại học New York.

## Tiểu sử
Foer sinh ở Washington, D.C., cha là Albert Foer, một luật sư và là chủ tịch của Viện chống độc quyền Hoa Kỳ, và mẹ là Esther Safran Foer, con của một đã người sống sót Holocaust sinh ra ở Ba Lan, hiện là Giám đốc và Giám đốc điều hành của Giáo đường Do Thái Sixth & I Historic. Foer là con trai thứ trong gia đình người Do Thái này; anh trai của ông, Franklin, là một cựu biên tập viên của The New Republic và em trai, Joshua, là một nhà báo tự do. Lúc lên 8 tuổi Foer đã bị thương trong một tai nạn hóa học trong lớp học mà dẫn đến tình trạng của cậu "giống như suy nhược thần kinh trong khoảng ba năm".